# Domnall mac Tadg Ua Briain
Domnall mac Tadg Ua Briain prétendant co-roi de Munster de 1086 à 1115 est roi de Dublin et de l'Île de Man de 1103/1107  ou encore de 1111/1112 à 1115.

## Origine
Domnall était le fils de Tagd mac Toirdhealbach Ua Briain co-roi de Munster mort le même mois que son père Toirdhealbhach mac Taidgh Ua Briain,La mère de Domnall mac Tagd était Mór la fille de Echmarcach mac Ragnaill.

## Règne
Domnall est roi-associé de Munster et brièvement roi de Dublin et de l'Ile de Man sous la suzeraineté de son oncle Muirchertach mac Toirdhealbach Ua Briain, roi de Munster et Ard ri Érenn de 1086 à 1119. après avoir vaincu et tué son concurrent Donnchadh Ua Mael-na-mbo et les gens du Leinster il fut lui-même être tué par les hommes du Connacht la même année (1115).

## Généalogie
|                   |                   |                   |                   |                   |                   |  |  |                                             |                                             |                                             |                                             |                                             |                                             |  |  | Brian Boru († 1014) Roi d' Irlande  |                                     |                                     |                                     |                                     |                                     |  |  |                                                    |                                                    |                                                    |                                                    |                                                    |                                                    |  |  |                                                |                                                |                                                |                                                |                                                |                                                |  |  |  |  |  |  |  |  |
|                   |                   |                   |                   |                   |                   |  |  |                                             |                                             |                                             |                                             |                                             |                                             |  |  |                                     |                                     |                                     |                                     |                                     |                                     |  |  |                                                    |                                                    |                                                    |                                                    |                                                    |                                                    |  |  |                                                |                                                |                                                |                                                |                                                |                                                |  |  |  |  |  |  |  |  |
|                   |                   |                   |                   |                   |                   |  |  |                                             |                                             |                                             |                                             |                                             |                                             |  |  |                                     |                                     |                                     |                                     |                                     |                                     |  |  |                                                    |                                                    |                                                    |                                                    |                                                    |                                                    |  |  |                                                |                                                |                                                |                                                |                                                |                                                |  |  |  |  |  |  |  |  |
| Cacht († 1054)    | Cacht († 1054)    | Cacht († 1054)    | Cacht († 1054)    | Cacht († 1054)    | Cacht († 1054)    |  |  | Donnchad († 1064) Roi de Munster            | Donnchad († 1064) Roi de Munster            | Donnchad († 1064) Roi de Munster            | Donnchad († 1064) Roi de Munster            | Donnchad († 1064) Roi de Munster            | Donnchad († 1064) Roi de Munster            |  |  | Tadg († 1023)                       | Tadg († 1023)                       | Tadg († 1023)                       | Tadg († 1023)                       | Tadg († 1023)                       | Tadg († 1023)                       |  |  | Echmarcach († 1064/1065) Roi de Dublin et des Îles | Echmarcach († 1064/1065) Roi de Dublin et des Îles | Echmarcach († 1064/1065) Roi de Dublin et des Îles | Echmarcach († 1064/1065) Roi de Dublin et des Îles | Echmarcach († 1064/1065) Roi de Dublin et des Îles | Echmarcach († 1064/1065) Roi de Dublin et des Îles |  |  |                                                |                                                |                                                |                                                |                                                |                                                |  |  |  |  |  |  |  |  |
| Cacht († 1054)    | Cacht († 1054)    | Cacht († 1054)    | Cacht († 1054)    | Cacht († 1054)    | Cacht († 1054)    |  |  | Donnchad († 1064) Roi de Munster            | Donnchad († 1064) Roi de Munster            | Donnchad († 1064) Roi de Munster            | Donnchad († 1064) Roi de Munster            | Donnchad († 1064) Roi de Munster            | Donnchad († 1064) Roi de Munster            |  |  | Tadg († 1023)                       | Tadg († 1023)                       | Tadg († 1023)                       | Tadg († 1023)                       | Tadg († 1023)                       | Tadg († 1023)                       |  |  | Echmarcach († 1064/1065) Roi de Dublin et des Îles | Echmarcach († 1064/1065) Roi de Dublin et des Îles | Echmarcach († 1064/1065) Roi de Dublin et des Îles | Echmarcach († 1064/1065) Roi de Dublin et des Îles | Echmarcach († 1064/1065) Roi de Dublin et des Îles | Echmarcach († 1064/1065) Roi de Dublin et des Îles |  |  |                                                |                                                |                                                |                                                |                                                |                                                |  |  |  |  |  |  |  |  |
|                   |                   |                   |                   |                   |                   |  |  |                                             |                                             |                                             |                                             |                                             |                                             |  |  |                                     |                                     |                                     |                                     |                                     |                                     |  |  |                                                    |                                                    |                                                    |                                                    |                                                    |                                                    |  |  |                                                |                                                |                                                |                                                |                                                |                                                |  |  |  |  |  |  |  |  |
|                   |                   |                   |                   |                   |                   |  |  |                                             |                                             |                                             |                                             |                                             |                                             |  |  | Toirdelbach († 1086) Roi de Munster | Toirdelbach († 1086) Roi de Munster | Toirdelbach († 1086) Roi de Munster | Toirdelbach († 1086) Roi de Munster | Toirdelbach († 1086) Roi de Munster | Toirdelbach († 1086) Roi de Munster |  |  |                                                    |                                                    |                                                    |                                                    |                                                    |                                                    |  |  | Diarmait († 1072) Roi de Leinster et de Dublin | Diarmait († 1072) Roi de Leinster et de Dublin | Diarmait († 1072) Roi de Leinster et de Dublin | Diarmait († 1072) Roi de Leinster et de Dublin | Diarmait († 1072) Roi de Leinster et de Dublin | Diarmait († 1072) Roi de Leinster et de Dublin |  |  |  |  |  |  |  |  |
|                   |                   |                   |                   |                   |                   |  |  |                                             |                                             |                                             |                                             |                                             |                                             |  |  | Toirdelbach († 1086) Roi de Munster | Toirdelbach († 1086) Roi de Munster | Toirdelbach († 1086) Roi de Munster | Toirdelbach († 1086) Roi de Munster | Toirdelbach († 1086) Roi de Munster | Toirdelbach († 1086) Roi de Munster |  |  |                                                    |                                                    |                                                    |                                                    |                                                    |                                                    |  |  | Diarmait († 1072) Roi de Leinster et de Dublin | Diarmait († 1072) Roi de Leinster et de Dublin | Diarmait († 1072) Roi de Leinster et de Dublin | Diarmait († 1072) Roi de Leinster et de Dublin | Diarmait († 1072) Roi de Leinster et de Dublin | Diarmait († 1072) Roi de Leinster et de Dublin |  |  |  |  |  |  |  |  |
|                   |                   |                   |                   |                   |                   |  |  |                                             |                                             |                                             |                                             |                                             |                                             |  |  | Tadg († 1086)                       | Tadg († 1086)                       | Tadg († 1086)                       | Tadg († 1086)                       | Tadg († 1086)                       | Tadg († 1086)                       |  |  | Mór                                                | Mór                                                | Mór                                                | Mór                                                | Mór                                                | Mór                                                |  |  | Murchad († 1070) Roi de Dublin et des Îles     | Murchad († 1070) Roi de Dublin et des Îles     | Murchad († 1070) Roi de Dublin et des Îles     | Murchad († 1070) Roi de Dublin et des Îles     | Murchad († 1070) Roi de Dublin et des Îles     | Murchad († 1070) Roi de Dublin et des Îles     |  |  |  |  |  |  |  |  |
|                   |                   |                   |                   |                   |                   |  |  |                                             |                                             |                                             |                                             |                                             |                                             |  |  | Tadg († 1086)                       | Tadg († 1086)                       | Tadg († 1086)                       | Tadg († 1086)                       | Tadg († 1086)                       | Tadg († 1086)                       |  |  | Mór                                                | Mór                                                | Mór                                                | Mór                                                | Mór                                                | Mór                                                |  |  | Murchad († 1070) Roi de Dublin et des Îles     | Murchad († 1070) Roi de Dublin et des Îles     | Murchad († 1070) Roi de Dublin et des Îles     | Murchad († 1070) Roi de Dublin et des Îles     | Murchad († 1070) Roi de Dublin et des Îles     | Murchad († 1070) Roi de Dublin et des Îles     |  |  |  |  |  |  |  |  |
|                   |                   |                   |                   |                   |                   |  |  |                                             |                                             |                                             |                                             |                                             |                                             |  |  |                                     |                                     |                                     |                                     |                                     |                                     |  |  |                                                    |                                                    |                                                    |                                                    |                                                    |                                                    |  |  |                                                |                                                |                                                |                                                |                                                |                                                |  |  |  |  |  |  |  |  |
|                   |                   |                   |                   |                   |                   |  |  |                                             |                                             |                                             |                                             |                                             |                                             |  |  |                                     |                                     |                                     |                                     |                                     |                                     |  |  |                                                    |                                                    |                                                    |                                                    |                                                    |                                                    |  |  |                                                |                                                |                                                |                                                |                                                |                                                |  |  |  |  |  |  |  |  |
| Donnchad († 1113) | Donnchad († 1113) | Donnchad († 1113) | Donnchad († 1113) | Donnchad († 1113) | Donnchad († 1113) |  |  | Domnall († 1115) Roi de Munster et des Îles | Domnall († 1115) Roi de Munster et des Îles | Domnall († 1115) Roi de Munster et des Îles | Domnall († 1115) Roi de Munster et des Îles | Domnall († 1115) Roi de Munster et des Îles | Domnall († 1115) Roi de Munster et des Îles |  |  | Amlaíb († 1096)                     | Amlaíb († 1096)                     | Amlaíb († 1096)                     | Amlaíb († 1096)                     | Amlaíb († 1096)                     | Amlaíb († 1096)                     |  |  | Bé Binn                                            | Bé Binn                                            | Bé Binn                                            | Bé Binn                                            | Bé Binn                                            | Bé Binn                                            |  |  | Donnchad († 1115) Roi de Leinster              | Donnchad († 1115) Roi de Leinster              | Donnchad († 1115) Roi de Leinster              | Donnchad († 1115) Roi de Leinster              | Donnchad († 1115) Roi de Leinster              | Donnchad († 1115) Roi de Leinster              |  |  |  |  |  |  |  |  |
| Donnchad († 1113) | Donnchad († 1113) | Donnchad († 1113) | Donnchad († 1113) | Donnchad († 1113) | Donnchad († 1113) |  |  | Domnall († 1115) Roi de Munster et des Îles | Domnall († 1115) Roi de Munster et des Îles | Domnall († 1115) Roi de Munster et des Îles | Domnall († 1115) Roi de Munster et des Îles | Domnall († 1115) Roi de Munster et des Îles | Domnall († 1115) Roi de Munster et des Îles |  |  | Amlaíb († 1096)                     | Amlaíb († 1096)                     | Amlaíb († 1096)                     | Amlaíb († 1096)                     | Amlaíb († 1096)                     | Amlaíb († 1096)                     |  |  | Bé Binn                                            | Bé Binn                                            | Bé Binn                                            | Bé Binn                                            | Bé Binn                                            | Bé Binn                                            |  |  | Donnchad († 1115) Roi de Leinster              | Donnchad († 1115) Roi de Leinster              | Donnchad († 1115) Roi de Leinster              | Donnchad († 1115) Roi de Leinster              | Donnchad († 1115) Roi de Leinster              | Donnchad († 1115) Roi de Leinster              |  |  |  |  |  |  |  |  |